# Simulium adolfolutzi
Simulium adolfolutzi es una especie de insecto del género Simulium, familia Simuliidae, orden Diptera.
Fue descrita científicamente por Wygodzinsky en 1951.